# دن فلارک
ازکیل دن فلارک (به انگلیسی: Ezekial Dann Florek) (زاده ۱ مه ۱۹۵۰) بازیگر و کارگردان آمریکایی است. وی بیشتر شهرت خود را مدیون بازی در نقش دونالد کرگن در سریال تلویزیونی قانون و نظم: واحد قربانیان ویژه است.
از فیلم‌های معروف او می‌توان به بازی در فیلم قلب فرشته و جو زیبا اشاره کرد.

## زندگی شخصی
او در شهر فلت‌راک ایالات میشیگان ایالات متحده آمریکا بزرگ شد و دانشگاه میشیگان شرقی، ریاضی و فیزیک خواند.